# Banpo-Brücke
Koordinaten: 37° 30′ 56,5″ N, 126° 59′ 45,4″ O
Die Banpo-Brücke ist eine wichtige Balkenbrücke in der südkoreanischen Hauptstadt Seoul, die über den Han-Fluss führt. Sie verbindet die Bezirke Seocho und Yongsan. Die Banpo-Brücke wurde 1982 fertiggestellt und verläuft oberhalb der Jamsu-Brücke. Wenn das Wasser steigt wird die Jamsu-Brücke dadurch geflutet und gesperrt, sodass nur noch die Banpo-Brücke befahrbar ist.

## Regenbogenwasserspiel
Die Moonlight Rainbow Fountain (kor. 달빛무지개 분수) wurde auf beiden Seiten der Banpo-Brücke installiert und ist mit einer Gesamtlänge von 1140 Metern das längste Brückenwasserspiel der Welt. An der Brücke sind beidseits insgesamt 38 Wasserpumpen und 380 Düsen angebracht. Das hochgepumpte Flusswasser fällt von der Brücke in den Fluss in 20 Meter Tiefe. Wenn es dunkel wird, sorgen 200 Lichter für einen Anblick des Regenbogens. Seit Dezember 2008 steht die Brückenfontäne im Guinness-Buch der Rekorde.